# Akseli Pelvas
Akseli Pelvas (Espoo, 8 de fevereiro de 1989) é um futebolista profissional finlandês.